# Villa Berna
Villa Berna es una población del departamento Calamuchita, provincia de Córdoba, Argentina.
La villa está ubicada en el camino que une Villa General Belgrano con La Cumbrecita.
Se accede desde Villa General Belgrano, por dos caminos. Uno de ripio de 23 km, pasando por Los Reartes, y el otro asfaltado recientemente de 30 km por Athos Pampa. Ambos caminos se unen en Villa Berna, para continuar luego a La Cumbrecita.

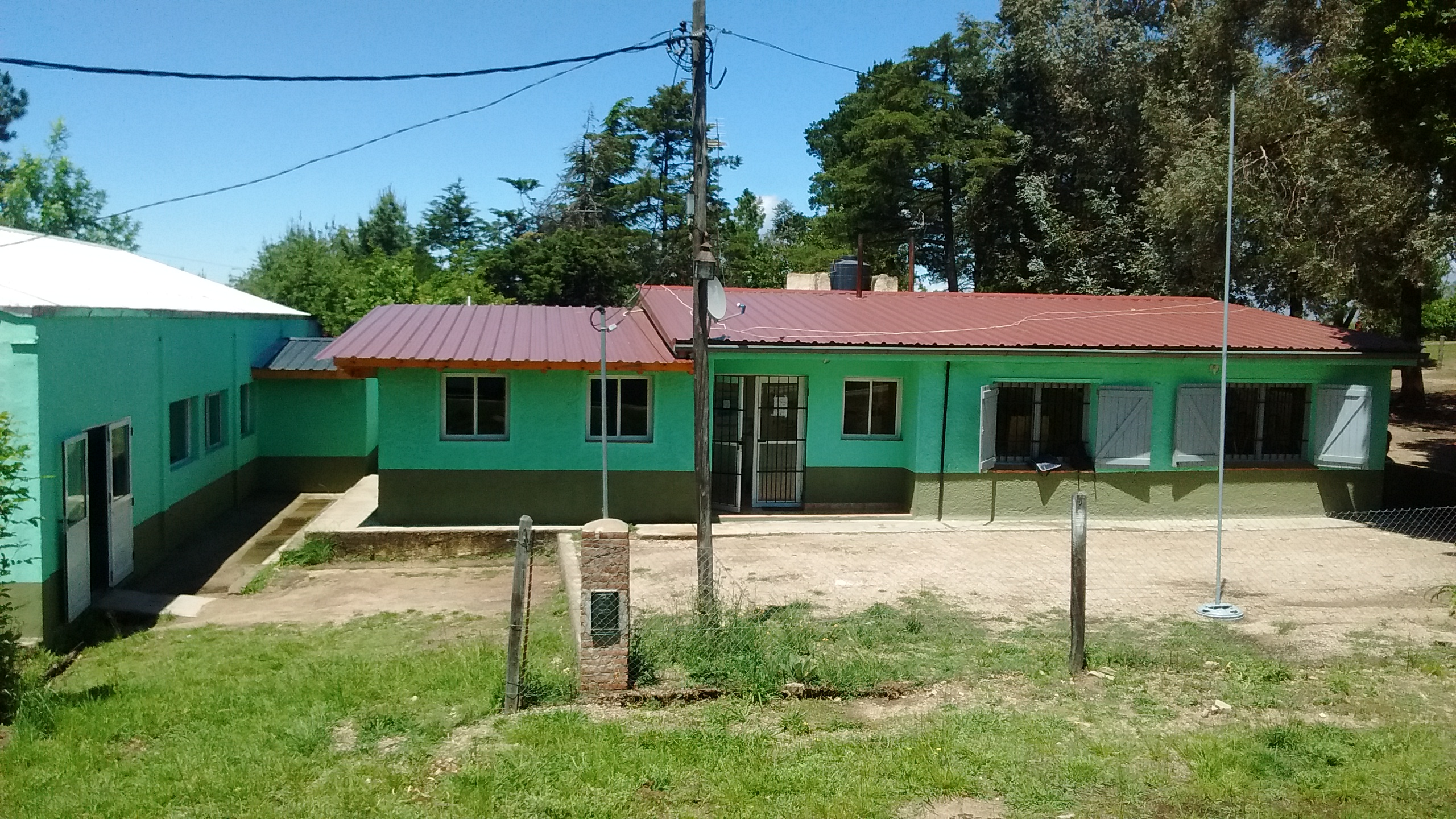
Escuela Joaquín Víctor González - Anexo Villa Berna

Está a más de 1350 m s. n. m. y a pocos kilómetros del cerro Champaquí, tiene abundante vegetación arbórea (especialmente bosques de coníferas y caducifolias) y está surcado por los ríos Del Medio y Los Reartes.
Durante el invierno es habitual que se produzcan abundantes nevadas.
En Villa Berna existen establecimientos gastronómicos, hosterías, hoteles y cabañas para alojarse con comodidad durante todo el año.

## Población
Cuenta con 135 habitantes (Indec, 2010), lo que representa un incremento del 48,3% frente a los 91 habitantes (Indec, 2001) del censo anterior.
| Gráfica de evolución demográfica de Villa Berna entre 1991 y 2010 |
|                                                                   |
| Fuente: Censos nacionales del INDEC                               |

## Sismicidad
La sismicidad de la región de Córdoba es frecuente y de intensidad baja, y un silencio sísmico de terremotos medios a graves cada 30 años en áreas aleatorias. Sus últimas expresiones se produjeron:
- 22 de septiembre de 1908 (116 años), a las 17.00 UTC-3, con 6,5 Richter, escala de Mercalli VII; ubicación 31°55′0″S 64°44′8″O / -31.91667, -64.73556; profundidad: 100 km; produjo daños en Deán Funes, Cruz del Eje y Soto, provincia de Córdoba, y en el sur de las provincias de Santiago del Estero, La Rioja y Catamarca[3]

- 16 de enero de 1947 (78 años), a las 2.37 UTC-3, con una magnitud aproximadamente de 5,5 en la escala de Richter (terremoto de Córdoba de 1947)[2]

- 28 de marzo de 1955 (70 años), a las 6.20 UTC-3 con 6,9 Richter: además de la gravedad física del fenómeno se unió el desconocimiento absoluto de la población a estos eventos recurrentes (terremoto de Villa Giardino de 1955)

- 7 de septiembre de 2004 (20 años), a las 8.53 UTC-3 con 4,1 Richter

- 25 de diciembre de 2009 (15 años), a las 21.42 UTC-3 con 4,0 Richter

- 11 de septiembre de 2013 (11 años), a las 22.40 UTC-3 con 4,7 Richter